# دائرة الحناية
دائرة الحناية إحدى دوائر ولاية تلمسان عاصمتها الحناية. وتضم كل من بلديات:
- الحناية
- زناتة
- ولاد رياح